# Rodrigo Yáñez
Rodrigo Ignacio Yáñez Castillo, (Longaví, Región del Maule, 6 de junio de 1995) es un futbolista chileno que juega de portero actualmente en O'Higgins de la Primera División de Chile.

## Trayectoria
Rodrigo es el menor de tres hermanos. Llegó a Valparaíso con objetivo de reforzar al equipo que dirige técnicamente Domingo Sorace. De sus inicios en el fútbol confiesa que “siempre me gustó jugar a la pelota. A los 7 años empecé a jugar en el colegio y después llegué a Estudiantil de Longaví, mi primer club.” Allí comenta haber conocido a una de las personas que más lo ayudó y apoyó en sus inicios como arquero, el profesor Roberto Tapia. Continúa diciendo que a los 14 años “me llamaron para jugar en Linares, ahí me vieron de Colo Colo y me fui a Santiago a la casa Alba”. El por qué de jugar en la posición de arquero asegura entre risas que se debe a que “cuando jugábamos fútbol, mis amigos le tenían miedo a la pelota y me daba rabia cuando les hacían goles.”
Cuando llegó a Santiago Wanderers cuenta que “el profe Robles me trajo. Tenía la opción de irme a Universidad Católica también, pero preferí Wanderers. Me entusiasmó la oportunidad que le dan a los jóvenes en el plantel, siempre sacan jugadores de la cantera para el primer equipo.”  A lo anterior agrega que la recepción de sus compañeros fue buena y que hoy en día forma parte de un gran grupo humano, donde asegura “la competencia por el puesto es sana. Los tres arqueros que estamos nos aconsejamos y aprendemos juntos.”. Luego de su paso por el club caturro, O'Higgins le compra el pase y lo envía a préstamo a Colchagua. Posteriormente parte a Estación Central de la Tercera A. En 2018 se confirma su retorno a O'Higgins como tercer arquero.

## Clubes
| Club               | País  | Año       |
| ------------------ | ----- | --------- |
| Colchagua (Cesión) | Chile | 2015      |
| Deportes Limache   | Chile | 2016      |
| Estación Central   | Chile | 2017      |
| O'Higgins          | Chile | 2018-2019 |